# Azjatycka seria GP2 – sezon 2011
Azjatycka seria GP2 – sezon 2011 – czwarty sezon w historii serii, rozpoczął się 11 lutego na torze Yas Marina Circuit w Abu Zabi, natomiast zakończył się 20 marca na Autodromo Enzo e Dino Ferrari w Imoli. Tytułu w klasyfikacji kierowców wywalczył po raz drugi Francuz Romain Grosjean, a w klasyfikacji zespołów – francuska ekipa DAMS

## Lista startowa
| Zespół                  | Nr | Kierowca            | Runda     |
| ----------------------- | -- | ------------------- | --------- |
| iSport International    | 1  | Sam Bird            | Wszystkie |
| iSport International    | 2  | Marcus Ericsson     | Wszystkie |
| Arden International     | 3  | Josef Král          | Wszystkie |
| Arden International     | 4  | Jolyon Palmer       | Wszystkie |
| Lotus ART               | 5  | Jules Bianchi       | Wszystkie |
| Lotus ART               | 6  | Esteban Gutiérrez   | Wszystkie |
| Super Nova Racing       | 7  | Fairuz Fauzy        | Wszystkie |
| Super Nova Racing       | 8  | Johnny Cecotto Jr.  | Wszystkie |
| DAMS                    | 9  | Romain Grosjean     | Wszystkie |
| DAMS                    | 10 | Pål Varhaug         | Wszystkie |
| Scuderia Coloni         | 11 | Michael Herck       | Wszystkie |
| Scuderia Coloni         | 12 | James Jakes         | 1         |
| Scuderia Coloni         | 12 | Luca Filippi        | 2         |
| Ocean Racing Technology | 14 | Andrea Caldarelli   | Wszystkie |
| Ocean Racing Technology | 15 | Oliver Turvey       | Wszystkie |
| Barwa Addax Team        | 16 | Charles Pic         | Wszystkie |
| Barwa Addax Team        | 17 | Giedo van der Garde | Wszystkie |
| Trident Racing          | 18 | Stefano Coletti     | Wszystkie |
| Trident Racing          | 19 | Rodolfo González    | Wszystkie |
| Rapax                   | 20 | Fabio Leimer        | Wszystkie |
| Rapax                   | 21 | Julián Leal         | Wszystkie |
| Racing Engineering      | 22 | Nathanaël Berthon   | Wszystkie |
| Racing Engineering      | 23 | Dani Clos           | Wszystkie |
| Carlin                  | 24 | Michaił Aloszyn     | Wszystkie |
| Carlin                  | 25 | Max Chilton         | Wszystkie |
| Team Air Asia           | 26 | Luiz Razia          | Wszystkie |
| Team Air Asia           | 27 | Davide Valsecchi    | Wszystkie |

## Ogólne zmiany

### Zmiany wśród zespołów
- Szefostwo GP2 wybrało spośród starych i kandydujących zespołów, trzynaście stajni, które będą startowały w serii, w latach 2011–2013. Spośród ekip uczestniczących w ubiegłorocznych zmaganiach, swoje miejsce utraciła brytyjska stajnia David Price Racing. Nowymi zespołami, które dopełnią stawkę, będą malezyjska stajnia Team Air Asia oraz brytyjska ekipa Carlin. W azjatyckim cyklu debiut zanotuje również hiszpański zespół Racing Engineering, która nigdy nie brała w niej udziału. Inna malezyjska stajnia Qi-Meritus Mahara, podobnie jak DPR, utraciła miejsce w tej serii. Do wyżej określonego roku, wszystkie zespoły są zobowiązane do startów w tym serialu[18].
- Francuska stajnia DAMS nie będzie już juniorskim zespołem Renault[19]
- Zespół ART Grand Prix nawiązał współpracę z Lotusem, stając się tym samym jej juniorską stajnią[20]

### Zmiany wśród ubiegłorocznych zawodników
- Fabio Leimer: Ocean Racing Technology ➜ Rapax
- Charles Pic: Arden International ➜ Barwa Addax Team
- Michael Herck: David Price Racing ➜ Scuderia Coloni
- Marcus Ericsson: ART Grand Prix/Super Nova Racing ➜ iSport International
- Sam Bird: ART Grand Prix ➜ iSport International
- Christian Vietoris: DAMS ➜ Racing Engineering
- Rodolfo Gonzalez: Barwa Addax Team ➜ Trident Racing
- Max Chilton: Barwa Addax Team/Ocean Racing Technology ➜ Carlin
- Josef Král: Super Nova Racing ➜ Arden International
- Dani Clos: Trident Racing ➜ Racing Engineering
- Johnny Cecotto Jr.: Trident Racing ➜ Super Nova Racing
- James Jakes: Super Nova Racing ➜ Scuderia Coloni
- Oliver Turvey: iSport International ➜ Ocean Racing Technology

### Debiuty nowych zawodników
- Esteban Gutiérrez: ART Grand Prix (Seria GP3) ➜ Lotus ART
- Julián Leal: Formuła Renault 3.5/Auto GP ➜ Rapax
- Stefano Coletti: Formuła Renault 3.5/Seria GP3 ➜ Trident Racing
- Nathanaël Berthon: Formuła Renault 3.5 ➜ Racing Engineering
- Jolyon Palmer: Formuła 2 ➜ Arden International
- Michaił Aloszyn: Formuła Renault 3.5 ➜ Carlin

### Kierowcy z przeszłością
- Fairuz Fauzy: brak startów w innej serii ➜ Super Nova Racing
- Romain Grosjean: Auto GP ➜ DAMS

### Kierowcy startujący w poprzednim sezonie
- Sergio Pérez: Barwa Addax Team ➜ Sauber (Formuła 1)
- Roldán Rodríguez: Scuderia Coloni ➜ zakończył karierę

### Zmiany w trakcie sezonu
- James Jakes → Luca Filippi (Scuderia Coloni)

### Zmiany techniczne
Począwszy od sezonu 2011, bolidy GP2 będą konstrukcjami bazującymi na budowie pojazdów Formuły 1. Podobnie, jak w Formule 1, nowym dostawcą ogumienia zostanie włoska firma Pirelli, po tym, jak japoński dostawca Bridgestone wycofał się ze sportu. Nowy model GP2/11 będzie również wykorzystywany w azjatyckim cyklu.

## Eliminacje
W tym roku kalendarz GP2 składać się będzie z trzech rund. Pierwsza z nich zostanie rozegrana w dzienno-nocnych warunkach, na torze Yas Marina, w Abu Zabi. Pozostałe odbędą się na bahrańskim obiekcie Sakhir. Po wybuch zamieszek w Bahrajnie władze serii GP2 poinformowały o odwołaniu, najpierw sesji treningowej przed drugą rundą, a później o odwołaniu całej rundy. Po decyzji organizatorów Grand Prix Bahrajnu o odwołaniu wyścigu Formuły 1, także ostatnia runda, która miała towarzyszyć wyścigowi F1, została odwołana. 1 marca władze GP2 podjęły decyzję o zorganizowaniu dodatkowej rundy we Włoszech na torze Imola. Ostatni raz GP2 na tym obiekcie gościła w 2006 roku
| Runda | Runda | Tor                           | Data      | Pole Position                              | Najszybsze okrążenie                       | Zwycięzca                                  | Zwycięski zespół                           | Wyniki                                     |
| ----- | ----- | ----------------------------- | --------- | ------------------------------------------ | ------------------------------------------ | ------------------------------------------ | ------------------------------------------ | ------------------------------------------ |
| 1     | R1    | Yas Marina Circuit            | 11 lutego | Romain Grosjean                            | Jules Bianchi                              | Jules Bianchi                              | Lotus ART                                  | Wyniki                                     |
| 1     | R2    | Yas Marina Circuit            | 12 lutego |                                            | Jules Bianchi                              | Stefano Coletti                            | Trident Racing                             | Wyniki                                     |
| –     | R1    | Bahrain International Circuit | 18 lutego | Odwołany z powodu zamieszek antyrządowych  | Odwołany z powodu zamieszek antyrządowych  | Odwołany z powodu zamieszek antyrządowych  | Odwołany z powodu zamieszek antyrządowych  | Odwołany z powodu zamieszek antyrządowych  |
| –     | R2    | Bahrain International Circuit | 19 lutego | Odwołany z powodu zamieszek antyrządowych  | Odwołany z powodu zamieszek antyrządowych  | Odwołany z powodu zamieszek antyrządowych  | Odwołany z powodu zamieszek antyrządowych  | Odwołany z powodu zamieszek antyrządowych  |
| –     | R1    | Bahrain International Circuit | 12 marca  | Odwołany z powodu zamieszek antyrządowych. | Odwołany z powodu zamieszek antyrządowych. | Odwołany z powodu zamieszek antyrządowych. | Odwołany z powodu zamieszek antyrządowych. | Odwołany z powodu zamieszek antyrządowych. |
| –     | R2    | Bahrain International Circuit | 13 marca  | Odwołany z powodu zamieszek antyrządowych. | Odwołany z powodu zamieszek antyrządowych. | Odwołany z powodu zamieszek antyrządowych. | Odwołany z powodu zamieszek antyrządowych. | Odwołany z powodu zamieszek antyrządowych. |
| 2     | R1    | Autodromo Enzo e Dino Ferrari | 19 marca  | Romain Grosjean                            | Romain Grosjean                            | Romain Grosjean                            | DAMS                                       | Wyniki                                     |
| 2     | R2    | Autodromo Enzo e Dino Ferrari | 20 marca  |                                            | Romain Grosjean                            | Dani Clos                                  | Racing Engineering                         | Wyniki                                     |

## Klasyfikacja kierowców
Punktacja:

Wygrana w kwalifikacjach (pole position do sobotniego wyścigu): 2 punkty

Punktacja w pierwszym wyścigu (Sobota): 10-8-6-5-4-3-2-1 (osiem pierwszych pozycji)

Punktacja w drugim wyścigu (Niedziela): 6-5-4-3-2-1 (sześć pierwszych pozycji)

Najszybsze okrążenie: 1 punkt (w każdym wyścigu; aby otrzymać punkt, kierowca musi przejechać przynajmniej 90% dystansu, ukończyć wyścig w pierwszej dziesiątce, a także wystartować do wyścigu z wyznaczonego pola startowego)

| Legenda oznaczeń w tabelach wyników Wyświetl szablon na nowej stronie | Legenda oznaczeń w tabelach wyników Wyświetl szablon na nowej stronie                                                                     |
| Oznaczenie                                                            | Wyjaśnienie |
| --------------------------------------------------------------------- | --- |
| Złoty                                                                 | Zwycięzca lub mistrzostwo |
| Srebrny                                                               | 2. miejsce lub wicemistrzostwo |
| Brązowy                                                               | 3. miejsce lub II wicemistrzostwo |
| Zielony                                                               | Ukończył, punktował (w klasyfikacji generalnej, gdy zdobył co najmniej jeden punkt na przestrzeni sezonu, poza trzema powyższymi opcjami) |
| Niebieski                                                             | Ukończył, nie punktował (w klasyfikacji generalnej, gdy nie zdobył co najmniej jednego punktu na przestrzeni sezonu)                      |
| Czerwony                                                              | Nie zakwalifikował się (NZ) |
| Czerwony                                                              | Nie prekwalifikował się (NPK) |
| Różowy                                                                | Nie ukończył (NU) |
| Różowy                                                                | Niesklasyfikowany (NS) (w klasyfikacji generalnej, gdy nie został sklasyfikowany w żadnym wyścigu sezonu)                                 |
| Czarny                                                                | Zdyskwalifikowany (DK) |
| Czarny                                                                | Wykluczony (WYK/EX) |
| Biały                                                                 | Nie wystartował (NW) |
| Biały                                                                 | Kontuzjowany (K/INJ) |
| Biały                                                                 | Wyścig odwołany (OD/C) |
| Bez koloru                                                            | Został wycofany (WYC/WD) |
| Bez koloru                                                            | Nie przybył (NP/DNA) |
| Bez koloru                                                            | Nie brał udziału w treningach (NT/DNP) |
| Bez koloru                                                            | Nie został zgłoszony (–) |
| Pogrubienie                                                           | Start z pole position |
| Kursywa                                                               | Najszybsze okrążenie wyścigu |
| †                                                                     | Nie ukończył, ale jego rezultat został zaliczony ze względu na przejechanie więcej niż 90% dystansu wyścigu.                              |
| *                                                                     | Sezon w trakcie |
| 1/2/3                                                                 | Punktowana pozycja w sprincie kwalifikacyjnym                                                                                             |
| Lista systemów punktacji Formuły 1                                    | |

| Pozycja | Kierowca            | ARE | ARE | ITA | ITA | Punkty |
| ------- | ------------------- | --- | --- | --- | --- | ------ |
| 1       | Romain Grosjean     | 2   | NU  | 1   | 7   | 24     |
| 2       | Jules Bianchi       | 1   | 8   | 3   | NU  | 18     |
| 3       | Giedo van der Garde | 5   | 23  | 2   | 3   | 16     |
| 4       | Stefano Coletti     | 8   | 1   | 5   | NU  | 11     |
| 5       | Fabio Leimer        | 10  | 6   | 6   | 2   | 9      |
| 6       | Marcus Ericsson     | 4   | 3   | 10  | 16  | 9      |
| 7       | Davide Valsecchi    | 3   | 4   | DK  | 17  | 9      |
| 8       | Michael Herck       | 13  | 5   | 4   | 5   | 9      |
| 9       | Dani Clos           | NU  | 22  | 7   | 1   | 8      |
| 10      | Josef Král          | 6   | 2   | 12  | 9   | 8      |
| 11      | Esteban Gutiérrez   | NU  | 12  | 11  | 4   | 3      |
| 12      | Sam Bird            | 7   | NU  | NU  | NU  | 2      |
| 13      | Pål Varhaug         | NU  | 20  | 13  | 6   | 1      |
| 14      | Fairuz Fauzy        | NU  | 15  | 8   | NU  | 1      |
| 15      | Johnny Cecotto Jr.  | 15  | 7   | 15  | 19† | 0      |
| 16      | Oliver Turvey       | 18  | 19  | 14  | 8   | 0      |
| 17      | Rodolfo González    | 11  | 9   | 9   | NU  | 0      |
| 18      | Charles Pic         | 9   | 21  | 20  | 11  | 0      |
| 19      | Jolyon Palmer       | 14  | 10  | 18  | NU  | 0      |
| 20      | Luca Filippi        |     |     | 22  | 10  | 0      |
| 21      | Andrea Caldarelli   | 16  | 11  | 17  | 12  | 0      |
| 22      | Max Chilton         | 12  | 18  | 21  | 15  | 0      |
| 23      | Nathanaël Berthon   | NU  | 14  | NU  | 13  | 0      |
| 24      | James Jakes         | 17† | 13  |     |     | 0      |
| 25      | Luiz Razia          | NU  | 16  | NU  | 14  | 0      |
| 26      | Julián Leal         | NU  | 17  | 16  | 18  | 0      |
| 27      | Michaił Aloszyn     | NU  | 24† | 19  | 20† | 0      |
| Pozycja | Kierowca            | ARE | ARE | ITA | ITA | Punkty |

Uwagi:
- † – nie ukończył, ale przejechał 90% wyścigu.
- pogrubienie – pole position
- kursywa – najszybsze okrążenie

## Klasyfikacja zespołów
| Pozycja | Zespół                  | Samochód Nr. | ARE | ARE | ITA | ITA | Punkty |
| ------- | ----------------------- | ------------ | --- | --- | --- | --- | ------ |
| 1       | DAMS                    | 9            | 2   | NU  | 1   | 7   | 25     |
| 1       | DAMS                    | 10           | NU  | 20  | 13  | 6   | 25     |
| 2       | Lotus ART               | 5            | 1   | 8   | 3   | NU  | 22     |
| 2       | Lotus ART               | 6            | NU  | 12  | 11  | 4   | 22     |
| 3       | Barwa Addax Team        | 16           | 9   | 21  | 20  | 11  | 16     |
| 3       | Barwa Addax Team        | 17           | 5   | 23  | 2   | 3   | 16     |
| 4       | Trident Racing          | 18           | 8   | 1   | 5   | NU  | 11     |
| 4       | Trident Racing          | 19           | 11  | 9   | 9   | NU  | 11     |
| 5       | iSport International    | 1            | 4   | 3   | 10  | 16  | 11     |
| 5       | iSport International    | 2            | 7   | NU  | NU  | NU  | 11     |
| 6       | Rapax                   | 20           | 10  | 6   | 6   | 2   | 9      |
| 6       | Rapax                   | 21           | NU  | 17  | 16  | 18  | 9      |
| 7       | Team AirAsia            | 26           | NU  | 16  | NU  | 14  | 9      |
| 7       | Team AirAsia            | 27           | 3   | 4   | DK  | 17  | 9      |
| 8       | Scuderia Coloni         | 11           | 13  | 5   | 4   | 5   | 9      |
| 8       | Scuderia Coloni         | 12           | 17† | 13  | 22  | 10  | 9      |
| 9       | Racing Engineering      | 22           | NU  | 14  | NU  | 13  | 8      |
| 9       | Racing Engineering      | 23           | NU  | 22  | 7   | 1   | 8      |
| 10      | Arden International     | 3            | 6   | 2   | 12  | 9   | 8      |
| 10      | Arden International     | 4            | 14  | 10  | 18  | NU  | 8      |
| 11      | Super Nova Racing       | 7            | NU  | 15  | 8   | NU  | 1      |
| 11      | Super Nova Racing       | 8            | 15  | 7   | 15  | 19† | 1      |
| 12      | Ocean Racing Technology | 14           | 16  | 11  | 17  | 12  | 0      |
| 12      | Ocean Racing Technology | 15           | 18  | 19  | 14  | 8   | 0      |
| 13      | Carlin                  | 24           | NU  | 24† | 19  | 20† | 0      |
| 13      | Carlin                  | 25           | 12  | 18  | 21  | 15  | 0      |
| Pozycja | Zespół                  | Samochód Nr. | ARE | ARE | ITA | ITA | Punkty |